# Bousov
Bousov (en allemand : Bautzen) est une commune du district de Chrudim, dans la région de Pardubice, en République tchèque. Sa population s'élevait à 215 habitants en 2022.

## Géographie
Bousov se trouve à 2 km au nord du centre de Ronov nad Doubravou, à 20 km à l'ouest-sud-ouest de Chrudim, à 23 km au sud-ouest de Pardubice et à 81 km à l'est-sud-est de Prague.
La commune est limitée par Lipovec au nord, par Žlebské Chvalovice à l'est, par Ronov nad Doubravou au sud et par Vinaře à l'ouest.

## Histoire
La première mention écrite de la localité date de 1359.

## Galerie

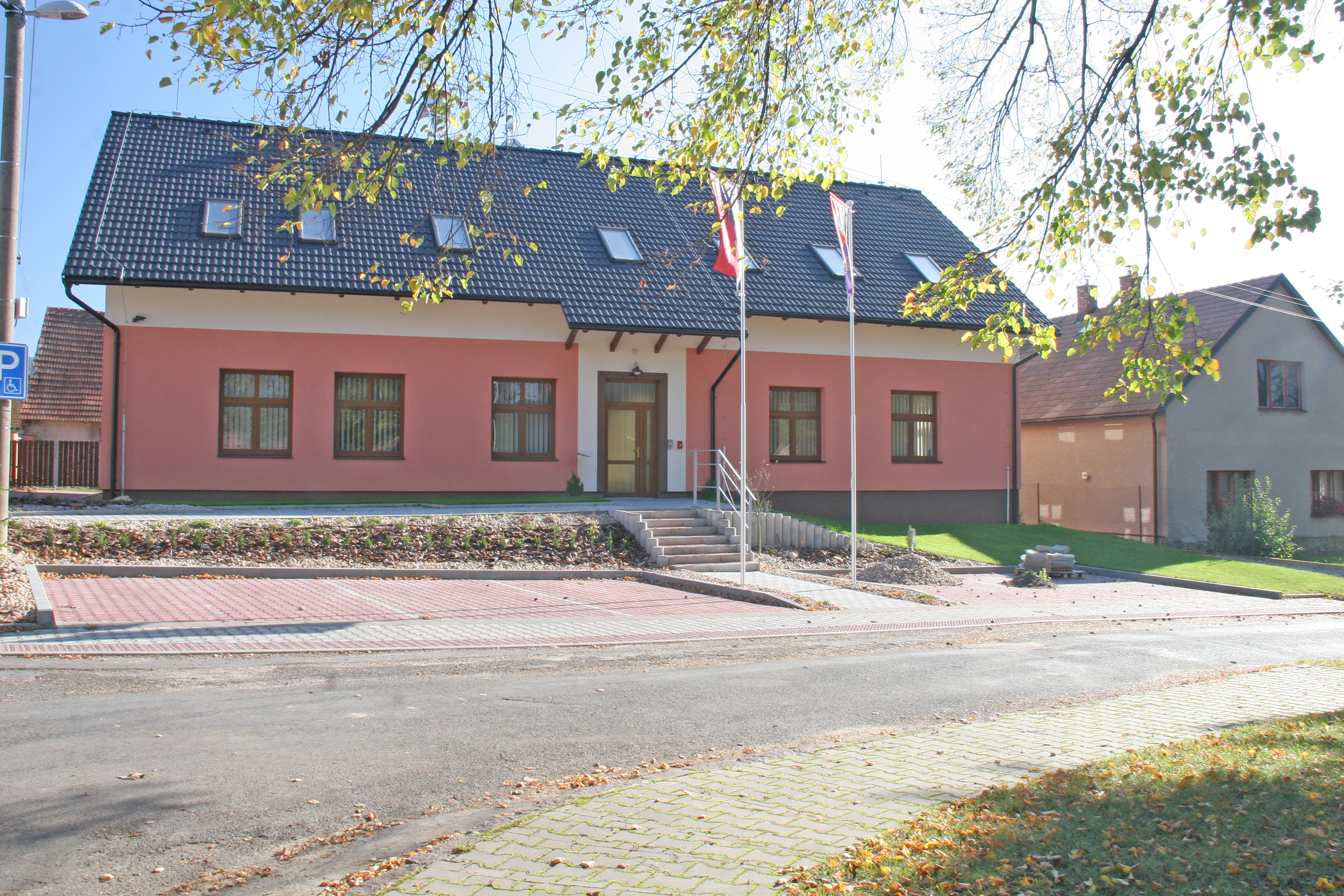
Bousov : la mairie.
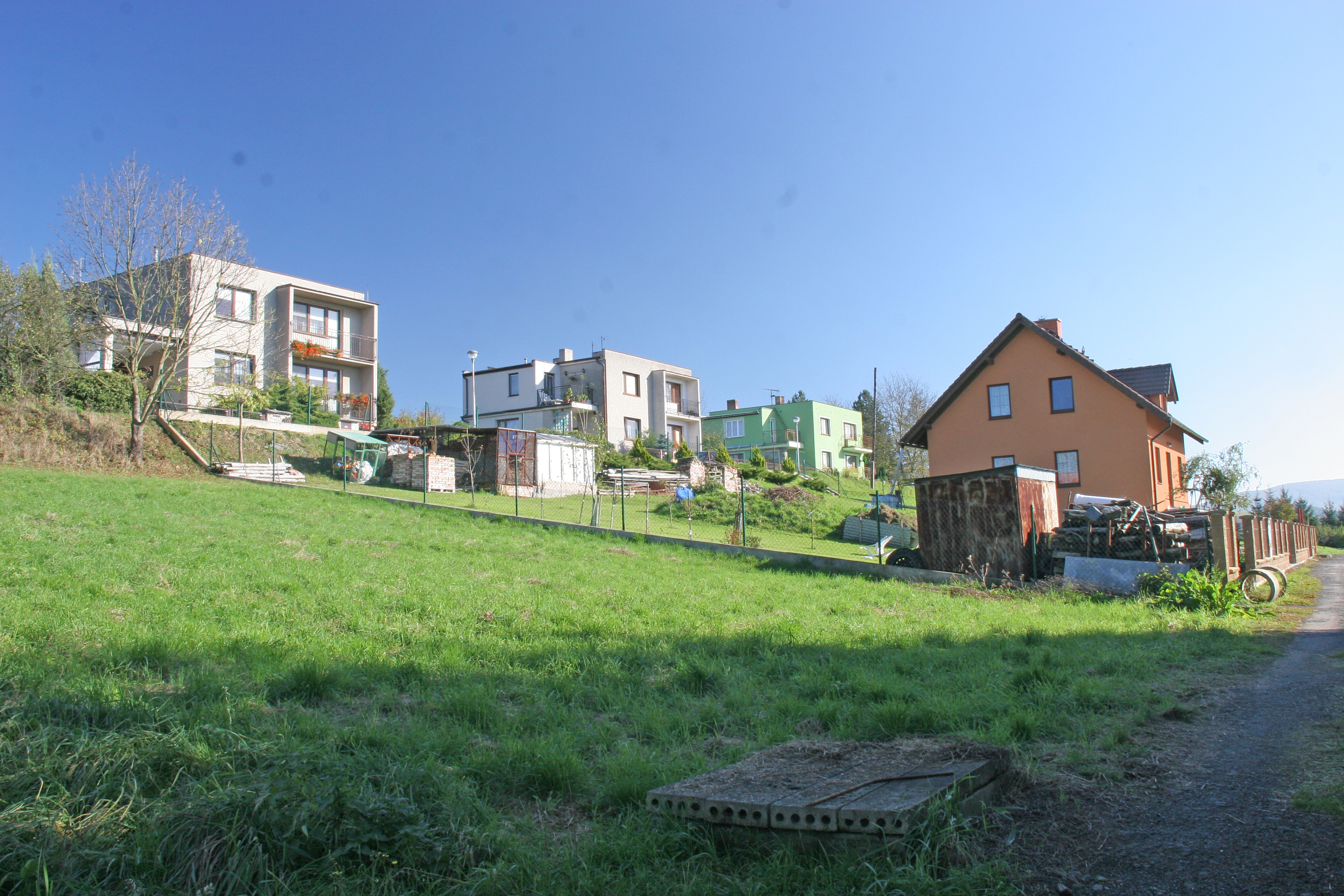
Maisons à Bousov.

## Transports
Par la route, Bousov se trouve à 2 km de Ronov nad Doubravou, à 15 km de Čáslav, à 26 km de Chrudim, à 35 km de Pardubice et à 110 km de Prague. 